# Misjonarki Chrystusa Króla
Zgromadzenie Sióstr Misjonarek Chrystusa Króla dla Polonii Zagranicznej (Congregatio Sororum Missionariarum Christi Regis pro Polonis Emigrantibus - MChR) - wyrosło z duchowych i kulturalnych potrzeb polskich emigrantów. Założył je w 1959 roku Sługa Boży o. Ignacy Posadzy, kapłan Towarzystwa Chrystusowego dla Polonii Zagranicznej (dokładna data założenia - 21 listopada 1959 roku; zatwierdzenie na prawach papieskich - 24 listopada 1996 roku).
Powołaniem każdej misjonarki jest bezgraniczne ukochanie sprawy Bożej wśród Polonii zagranicznej oraz pragnienie ofiary z siebie i radosne poświęcenie sił, wygód i życia dla dobra Polonii.
Siostry żyją we wspólnocie, której wewnętrznym hasłem jest zawołanie Pawłowe: "Oby tylko Chrystus był głoszony" (Flp 1,18). W centrum ich życia jest Chrystus królujący z tronu krzyża. Razem z braćmi emigrantami dzielą radości, smutki i tęsknoty życia codziennego. Na obcej ziemi siostry misjonarki pragną umacniać wiarę i budować skrawek umiłowanej Ojczyzny poprzez szerzenie kultu Eucharystii, katechizację, pielęgnowanie polskiej kultury, tradycji i języka.
Dom generalny
ul. Sióstr Misjonarek 10
61-680 Poznań - Morasko